# Ferdinand Gerz
Ferdinand Gerz (* 17. November 1988 in München) ist ein deutscher Segler in der 470er-Klasse.

## Leben
Ferdinand Gerz, Sohn des Segel-Olympiateilnehmers Wolfgang Gerz, ist Student der Betriebswirtschaftslehre. Er startet für den Deutschen Touring Yacht Club. Schon als Junior gewann er sowohl bei Welt- und Europameisterschaften 2009 gewann er Silbermedaillen.
Seine ersten internationalen Einsätze bei den Männern hatte Steuermann Gerz bei den Europameisterschaften 2009 auf dem Traunsee, wo er mit seinem Vorschoter Tobias Bolduan 14. wurde. Bei den Weltmeisterschaften 2010 in Den Haag wurde das Duo 50., bei den Europameisterschaften in Istanbul 32.
In der folgenden Saison wurde Patrick Follmann neuer Vorschoter bei Gerz. Bei den Europameisterschaften 2011 in Helsinki wurden Gerz/Follmann 16., bei den Weltmeisterschaften in Perth 15. 2012 wurden sie zunächst in Barcelona 12. der Weltmeisterschaften sowie in Largs 20. der Europameisterschaft. In Kiel gewannen sie das Weltcuprennen. Höhepunkt der Saison und der Karriere wurden die Olympischen Sommerspiele 2012 in London. Sie verpassen den Einzug in Medal Race und wurden am Ende 13.
National gewann Gerz 2007 den Titel in der Laser-Radial-Klasse, 2011 mit Follmann in der 470er-Klasse.
Gerz nahm mit seinem Vorschoter Oliver Szymanski in der Klasse 470er an den Olympischen Sommerspielen 2016 teil. Bei der Olympischen Regatta belegten sie den elften Platz.
Am 9. September 2016 gab die Mannschaft ihre Trennung bekannt.